# Kang Han-na
Đây là một tên người Triều Tiên, họ là Kang.
Kang Han-na (tiếng Hàn: 강한나; Hanja: 姜漢娜, Hán Việt: Khương Hàn Na, sinh ngày 30 tháng 1 năm 1989) là một nữ diễn viên người Hàn Quốc. Cô đã tham gia đóng nhiều bộ phim điện ảnh và truyền hình trong đó nổi bật như Người tình ánh trăng (2016), Rain or Shine (2017), Familiar Wife (2018), Khởi nghiệp (2020) và Bạn cùng phòng của tôi là Gumiho (2021).

## Giáo dục
Kang Han-na sinh ra tại phường Amsa, quận Gangdong, Seoul, Hàn Quốc. Gia đình cô gồm bố mẹ và hai chị gái. Cô đã học múa ba lê từ khi 5 tuổi nhưng đã từ bỏ khi học trung học cơ cở do dính chấn thương, Sau đó, mẹ Han-na gợi ý rằng cô nên thử diễn xuất. Cô theo học trường trung học cơ sở và trung học phổ thông Apgujeong ở quận Gangnam. Cô nhận bằng Cử nhân và Thạc sĩ Sân khấu điện ảnh tại Đại học Chung-Ang.

## Sự nghiệp

### 2009–2015: Khởi đầu sự nghiệp
Kang đã ra mắt bộ phim của cô trong các phim ngắn, Last Homecoming và King of Guitar, cả hai đều được phát hành vào năm 2009.
Năm 2013, cô bắt đầu đóng những vai nhỏ trong các bộ phim chính thống Chuyến bay kỳ quặc, Commitment và Friend: The Great Legacy. Cùng năm đó, Kang lần đầu ra mắt khán giải truyền hình với bộ phim hài lãng mạn Hoa hậu Hàn Quốc.
Kang có vai chính đầu tiên trong bộ phim lịch sử Vương triều nhục dục, cô đóng vai một kĩ nữ. Sau đó cô đóng vai chính trong bộ phim ngắn, Sand vào cùng năm.

### 2016 – nay: Mức độ phổ biến ngày càng tăng
Kang trở nên nổi tiếng với vai diễn công chúa tham vọng trrong bộ phim truyền hình lịch sử Người tình ánh trăng. Cô đã được đề cử cho "Giải thưởng xuất sắc, Nữ diễn viên chính trong phim truyền hình giả tưởng" tại Lễ trao giải SBS Drama Awards năm 2016 và "Nữ diễn viên mới xuất sắc nhất" tại Lễ trao giải Baeksang Arts Awards lần thứ 53.
Kang sau đó được chọn đóng trong bộ phim tình cảm lãng mạn Rain or Shine vào năm 2017. Cùng năm đó, cô đóng một vai nhỏ trong bộ phim truyền hình Trung Quốc Candle in the Tomb: Mu Ye Gui Shi.
Năm 2018, cô tham gia bộ phim hài tình cảm Familiar Wife.
Năm 2019, Kang được chọn tham gia bộ phim Designated Survivor: 60 Days, dựa trên loạt phim Designated Survivor của Mỹ.  Cùng năm, cô đóng vai chính trong một bộ phim ngắn của Sân khấu kịch có tựa đề Woman with a Bleeding Ear.
Cô cũng đã được xác nhận sẽ đảm nhận Volume Up với tư cách là một DJ mới bắt đầu từ ngày 6 tháng 1 năm 2020.
Năm 2020, Kang đóng vai chính trong bộ phim truyền hình Khởi nghiệp của đài tvN với vai một nữ doanh nhân thành đạt. Vào tháng 10 năm 2020, hợp đồng của Kang với Fantagio kết thúc và cô ký hợp đồng với KeyEast.
Năm 2021, Kang Han-na tham gia bộ phim truyền hình giả tưởng Bạn cùng phòng của tôi là Gumiho. Năm 2022, cô đóng vai nữ chính Yoo-jeong trong phim cổ trang Bloody Heart.

## Danh sách phim

### Phim điện ảnh
| Năm  | Tiêu đề                     | Vai diễn                                 | Chú thích.           |
| ---- | --------------------------- | ---------------------------------------- | -------------------- |
| 2009 | Last Homecoming (phim ngắn) | Seon-young                               |                      |
| 2009 | King of Guitar (phim ngắn)  | Young-jin                                | [ 15 ]               |
| 2011 | Coming Out (phim ngắn)      | Jeong-woo                                | [ 15 ]               |
| 2013 | Chuyến bay kỳ quặc          | Mary                                     |                      |
| 2013 | Commitment                  | Nhân viên bán thời gian của Waffle House |                      |
| 2013 | Friend: The Great Legacy    | Ah-ram                                   | [ 16 ]               |
| 2014 | Nước mắt sát thủ            | Giáo viên mẫu giáo                       | [ 17 ] [ 18 ] [ 19 ] |
| 2015 | Empire of Lust              | Ga-hee                                   | [ 20 ] [ 21 ] [ 22 ] |
| 2015 | Informality (phim ngắn)     | Lồng tiếng nữ sinh                       |                      |
| 2015 | Stand (phim ngắn)           | Kang Han-na                              | [ 7 ]                |

### Phim truyền hình
| Năm     | Tiêu đề                                                    | Vai diễn/Ghi chú                  | Kênh                     | Chú thích                   |
| ------- | ---------------------------------------------------------- | --------------------------------- | ------------------------ | --------------------------- |
| 2013–14 | Hoa hậu Hàn Quốc                                           | Im Seon-joo                       | MBC                      | [ 23 ] [ 24 ] [ 25 ]        |
| 2015    | Trở thành ngôi sao                                         | Giáo viên                         | MBC Every 1Naver TV Cast | [ 26 ]                      |
| 2015–16 | My Mom                                                     | Kang Yoo-ra                       | MBC                      | [ 27 ] [ 28 ] [ 29 ] [ 30 ] |
| 2016    | Chiếc gương của phù thủy                                   | Queen Park (khách mời, tập 17–19) | JTBC                     | [ 31 ]                      |
| 2016    | Người tình ánh trăng                                       | Hwangbo Yeon-hwa                  | SBS                      | [ 32 ] [ 33 ]               |
| 2017    | Rain or Shine                                              | Jung Yoo-jin                      | JTBC                     | [ 9 ]                       |
| 2017    | Mu Ye Gui Shi                                              | Li Ruohua                         | iQiyi                    |                             |
| 2018    | Familiar Wife                                              | Lee Hee-won                       | tvN                      | [ 10 ]                      |
| 2019    | Designated Survivor: 60 Days                               | Han Na-gyeong                     | tvN                      |                             |
| 2019    | Drama Stage – Woman with a Bleeding Ear                    | Kim Soo-hee                       | tvN                      | [ 11 ]                      |
| 2020    | Ký sự thanh xuân                                           | Kang Han-na (khách mời)           | tvN                      | [ 34 ]                      |
| 2020    | Khởi nghiệp                                                | Won In-jae                        | tvN                      | [ 35 ]                      |
| 2021    | Bạn cùng phòng của tôi là Gumiho (My Roommate Is a Gumiho) | Yang Hye-sun                      | tvN                      |                             |
| 2022    | Bloody Heart                                               | Yoo-jeong                         |                          |                             |

### Chương trình truyền hình
| Năm  | Tiêu đề                          | Kênh | Chú thích.    |
| ---- | -------------------------------- | ---- | ------------- |
| 2019 | In Search of Lost Time           | MBC  | [ 36 ] [ 37 ] |
| 2019 | Hon-Life: Satisfaction Project   | JTBC |               |
| 2020 | Shall We Write Love? The Romance | JTBC | [ 38 ]        |

## Giải thưởng và đề cử
| Năm  | Giải thưởng                   | Thể loại                                     | Đề cử                           | Kết quả | Chú thích.    |
| ---- | ----------------------------- | -------------------------------------------- | ------------------------------- | ------- | ------------- |
| 2016 | SBS Drama Awards              | Excellence Award, Actress in a Fantasy Drama | Moon Lovers: Scarlet Heart Ryeo | Đề cử   |               |
| 2017 | 53rd Baeksang Arts Awards     | Best New Actress (Television)                | Moon Lovers: Scarlet Heart Ryeo | Đề cử   | [ 39 ] [ 40 ] |
| 2018 | 12th SBS Entertainment Awards | Best Challenge Award                         | Running Man                     | Đề cử   | [ 41 ] [ 42 ] |